# PANDAR
PANDAR [Архівовано 14 березня 2016 у Wayback Machine.] або PANDA [Архівовано 14 березня 2016 у Wayback Machine.] (англ. promoter of CDKN1A antisense DNA damage activated RNA) - це довга некодуюча РНК, що кодується одноіменним геном на довгому плечі шостої хромосоми людини. На сьогодні основною функцією цієї РНК є регуляція відповіді клітини на пошкодження ДНК. Експресія цього гена посилюється під впливом активованого p53 і в свою чергу РНК активує транскрипційні фактори про-апоптичних генів. Зараз дослідники пов'язують місрегуляцію цього гену з розвитком пухлин.

## Історія дослідження
Вперше була відкрита і описана в 2011 році. З 2014 року почалось ретельне дослідження функцій цієї РНК. На сьогоднішній день досліджена лише частина регуляторних функцій та можливих мішеней взаємодії. 

## Динаміка в клітині
В довжину данна РНК складає 1506 нуклеотидів. Ген, що її кодує локалізований на 6p21.2 [Архівовано 4 червня 2021 у Wayback Machine.] ділянці геному а саме в гені CDKN1A. Зчитується вона в негативному напрямку. В процесі синтезу PANDAR не піддається сплайсингу, має полі А хвіст та кеп на 5' кінці. Досліджено, що експресія цієї РНК активується в процесі відповіді клітини на пошкодження ДНК за рахунок роботи р53. PANDAR є прямим антагоністом CDKN1A таким чином регулюючи його активність. Основний функціонал PANDAR полягає в тому, щоб інгібувати перехід клітини до сенесцентного стану. Це відбувається за рахунок зв'язування PANDAR з промоторними ділянками генів, що відповідають за цей перехід. У деяких роботах доведено, що збільшена експресія PANDAR індукує епітеліально-мезенхімальний перехід що відповідає за злоякісне переродження клітини. Через значну довжину цієї РНК та комплексність регулювання її синтезу досі недостатньо досліджені можливі точки взаємодії з клітинним апаратом. На сьогодні описані виключно взаємодії з ДНК та білками, проте взаємодії з іншими РНК ще не достатньо досліджені.

### Динаміка поза клітиною
Доведено, що дана РНК може передаватись від клітини до клітини, таким чином провокуючи ефект в клітинах, експресія в яких не піддавалась змінам. На сьогодні відомі 3 шляхи: везикулярний транспорт, транспорт через міжклітинні канали, дифузний транспорт. Деякі дослідники вважають що передача цієї РНК є одним з механізмів міжклітинного сигналювання. 

## Мішені взаємодії
На сьогодні визначений певний спектр різних внутрішньоклітинних елементів з якими може взаємодіяти PANDAR. Основною ціллю є транскрипційний фактор NF-YA, який відповідає за інгібування експресії про-апоптичних генів. Окрім цього дослідження вказують на те, що дана РНК може взаємодіяти на пряму З ДНК іноді утворюючи подвійну спіраль з одноланцюговою та потрійну з дволанцюговою. Основними генами - мішенями є MRNIP, CAMLG, YWHAZ, UBE2V2, ELOC, ZNF7, PAK4, ANP32E, ENSA. Усі відповідні мішені при взаємодії з даною РНК провокують патологічне онко-переродження клітини та сприяють метастазуванню. PANDAR - це інтерферуюча РНК, що свідчить про те, що вона може взаємодіяти з великою кілкістю різних РНК.  Доведено, що PANDAR може взаємодіяти з близько 500 різними дослідженими мікроРНК. Окрім цього існують і інші РНК, які можуть бути лише посередниками у механізмах впливу PANDAR на клітинну машинерію. 

## Роль у розвитку патологій
Наукова спільнота сходиться в думці про те, що PANDAR відіграє критичну роль у розвитку раку і може слугувати потенційним біомаркером для виявлення патології. Окрім цього враховуючи функції цієї довгої некодючої РНК та її не досить досліджений проте уже широкий спектр взаємодій її розглядають як потенційну мішень для лікування онкології. У багатьох пухлин різного походження експресія PANDAR значно збільшена і саме це при типуванні пухлин вказує на поганий прогноз у лікуванні. Збільшена експресія PANDAR часто пов'язана з здатністю пухлини до метастазування.
Сьогодні точні механізми впливу PANDAR на клітинну машинерію під час розвитку онкологічних захворювань невідомі. Дослідники впевнені, що ця РНК має як відмінні механізми впливу під час розвитку різних типів пухлин так і спільні. Вже доведено, що PANDAR бере участь у розвитку майже усіх видів раку, його кількість зростає при онкологічному перероджені клітини у всіх типах раку окрім недрібноклітинного раку легенів. В останньому випадку концентрація PANDAR знижується. 

## Використання
Це шаблон-картка для статей про гени. Викликає Модуль:Картка гена, який бере усі потрібні дані з Вікіданих.
Не потребує жодних параметрів.